# Virginia Phiri

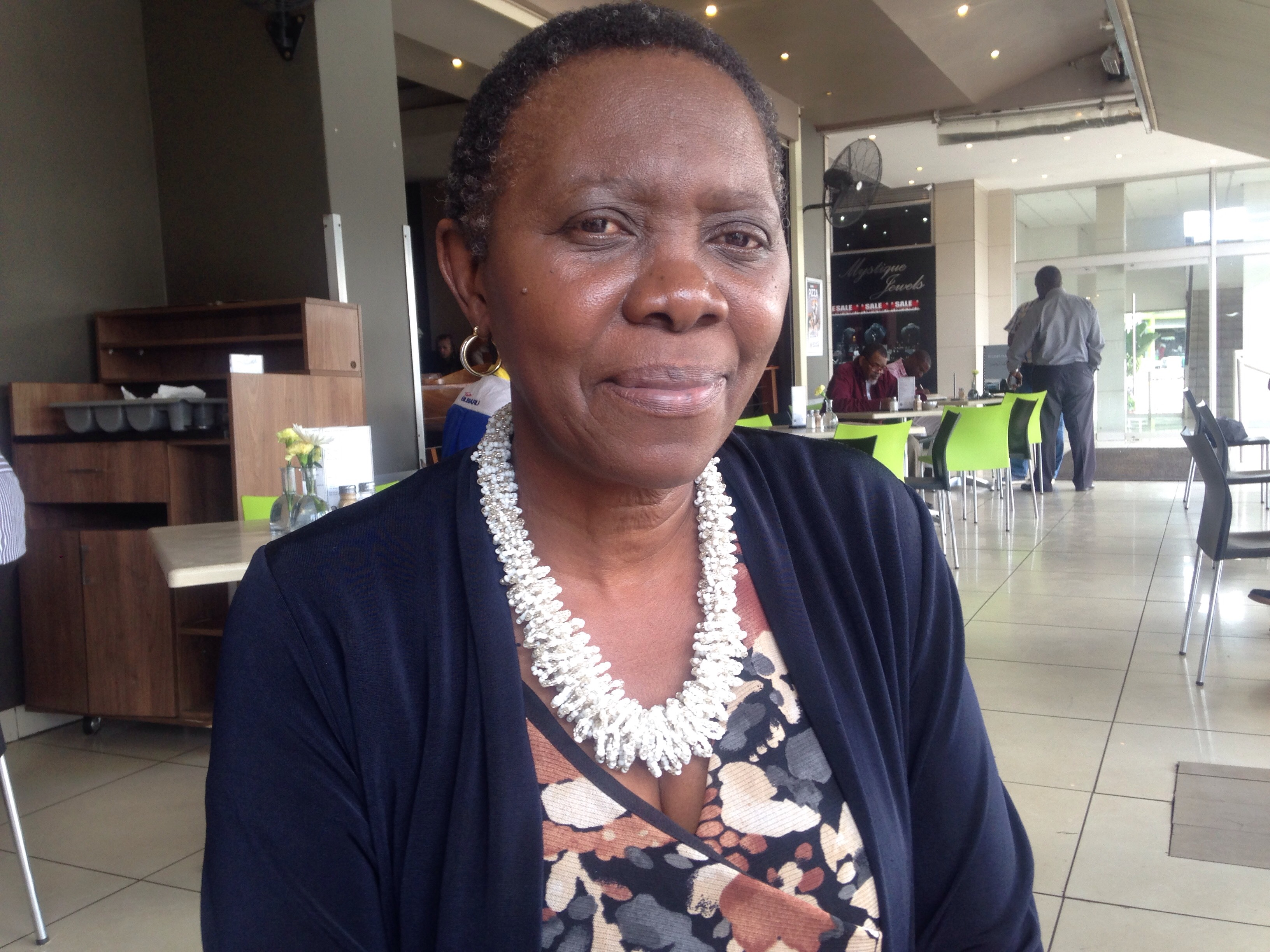

Virginia Phiri (* 1954 in Bulawayo) ist eine simbabwische Autorin.

## Leben
Sie lebt mit ihrer Familie in Harare und arbeitet dort als Buchhalterin. 1990 begann sie mit dem Schreiben und blickt inzwischen auf ein beachtliches Werk in den drei Hauptsprachen Simbabwes (Englisch, Nord-Ndebele und Shona) zurück. Ihre Kurzgeschichten und Artikel wurden zwischen 1995 und 2006 in mehreren Anthologien veröffentlicht. Als Virginia Phiri während einer bürgerkriegsähnlichen Situation in Gefahr geriet, wurde sie von Prostituierten gerettet und hat sich deshalb intensiv mit deren Lebensbedingungen beschäftigt. 
Dadurch entstand 2002 ihr erstes Buch „Desperate“, eine Sammlung von Geschichten über Sexarbeiterinnen. Auch ihr zweites Buch „Destiny“ (2006) handelt von Menschen am Rand der Gesellschaft, es geht um Hermaphroditen. 
Ein weiteres Buch „Highway Queen“, auch aus dem Prostituiertenmilieu, ist im Mai 2010 erschienen. Sie sagt selbst von sich: „I am not writing of the pleasant“. Die Autorin arbeitet derzeit an einem Buchprojekt mit dem Titel „Grey Angels“, das sich mit dem alltäglichen Aberglauben und der Religion in ihrer Umgebung beschäftigt. 
Virginia Phiri ist in ihrer Heimat in vielen Organisationen ehrenamtlich aktiv, so zum Beispiel bei den „Zimbabwe Women’s Writers“, der Simbabwisch-Deutschen Gesellschaft oder der Stiftung der Internationalen Buchmesse in Simbabwe, welche sie auch selbst 2002/2003 als geschäftsführende Direktorin leitete. 
Phiri gilt darüber hinaus als Expertin für Afrikanische Orchideen, war Mitverfasserin zahlreicher Fachartikel und wurde vielfach für ihr Engagement geehrt. 2008 erhielt sie ein Stipendium der Stadt München für das Künstlerhaus Villa Waldberta.

## Werke
- Desperate (2002), ISBN 0-7974-2367-2
- Destiny (2006), ISBN 0-7974-3199-3
- Highway Queen (2010), Inhaltsangabe auf der Website der Zimbabwe Broadcasting Corporation